# 하릉군
하릉군 이인(河陵君 李鏻, 1546년 6월 16일(음력 5월 9일) ~ 1592년 7월 25일(음력 6월 17일))은 조선 중기의 왕손으로 중종의 서손자이다. 그는 덕흥대원군과 하동부대부인 정씨의 둘째 아들이자 선조의 중형(仲兄)이다. 그러나 이복 백부 금원군 이영의 양자가 되어 족보상 선조의 사촌이 된다. 1592년 임진왜란이 터지자 왜군을 피해 피난하였으나 강원도 통천군에 도착했다가 왜군이 통천에까지 진입하자 목매어 자결하였다. 임진왜란 중 사망하여 한때 시신이 유실되기도 했으나 군수인 정구(鄭絿)에 의해 시신을 찾아 수습하였다. 본관은 전주, 휘는 인(鏻), 시호는 효정(孝貞)이다.
1591년(선조 24) 광국원종공신 1등에 특별히 책록되었다.

## 생애

### 일생
1546년(명종 1) 6월 6일(음력 5월 9일) 한성 인달방 도정궁(都正宮)에서 태어났다. 중종의 서손자이고, 법통상 아버지는 금원군 이영이며, 어머니는 충훈부도사(忠勳府都事) 해주인(海州人) 정승휴(鄭承休)의 딸로 파징군부인 정씨(波澄郡夫人 鄭氏)이다. 생부는 덕흥대원군이며, 생모는 하동부대부인 정씨이다.
부인은 참판(參判) 평산인(平山人) 신여종(申汝悰)의 딸로 평산군부인 신씨(平山郡夫人 申氏)이다.
중종의 서3남이자 이복 백부인 금원군에게 양자로 입양되어 하릉정(河陵正)에 제수받고, 선조가 즉위한 뒤 대원군묘(大院君廟, 덕흥궁)에 친향(親享)을 하고, 특별 승급되어 현록대부 하릉군(河陵君)에 봉작되었다. 1591년(선조 24) 종계변무가 성사되자 특별히 광국원종공신 1등의 한사람으로 책록되었다.
임진왜란이 터지자 금강산으로 피난, 은신하였다가 통천군까지 올라갔다. 그러나 통천에도 왜군이 진입하였다. 이때 관북(關北)의 토적(土賊)들이 왜적을 인도하여 산을 수색한다는 말을 듣고 핍박당할까 근심하다 1592년(선조 25) 7월 25일(음력 6월 17일) 스스로 목을 매어 죽었다. 사망 당시 향년 46세였다. 효정(孝貞)이라는 시호를 받았다.

### 사후
한때 그의 시신은 유실되기도 하였다. 임진왜란의 전란 중 통천에 왜군이 닥치면서 그의 시신을 잃어버렸다가 통천군수 정구가 1593년(선조 26년) 그의 시신을 찾아냈다. 그 공로로 정구는 후일 당상관으로 승진했다.

## 가족 관계
- 아버지 : 덕흥대원군(德興大院君, 1530년 - 1559년)
- 어머니 : 하동부대부인 정씨(河東府大夫人 鄭氏, 1522년 - 1567년)
  - 형 : 하원군 이정(河原君 李鋥, 1545년 ∼ 1597년)
  - 동생 : 선조(宣祖, 1552년 - 1608년)
- 부인 : 평산군부인 신씨(平山郡夫人 申氏), 신여종(申汝悰)의 딸
  - 아들(양자) : 영제군(寧堤君, 1568년 ∼ 1623년), 하원군의 3남
- 첩 : 양녀 억금(億今)
  - 서장남 : 교성도정(交城都正) 이선(李善, 1578년 - ?년)
  - 서차남 : 이현(李賢, 1591년 - ?년)
- 첩 : 순화(順花)
  - 딸 : 이팔옥(李八玉, 1585년 - ?년)
  - 사위 :  한교(韓嶠)
- 백부 : 영양군(永陽君, 1521년 - 1561년)
- 양부(백부) : 금원군(錦原君, 1513년 - 1562년) - 중종의 3남

## 같이 보기
- 임진왜란
- 도정궁
- 운현궁
- 덕흥대원군
- 하원군
- 금원군
- 영양군
- 정구